# Stazione di Massafra
La stazione di Massafra è la stazione ferroviaria principale della città di Massafra, in provincia di Taranto.